# Лепрено (Бергамо)
Лепрено је насеље у Италији у округу Бергамо, региону Ломбардија.
Према процени из 2011. у насељу је живело 180 становника. Насеље се налази на надморској висини од 826 м.